# 申志伟
申志伟（1925年—？），河南濮阳人，中华人民共和国外交官。1942年，加入中国共产党。

## 生平
1938年，申志伟参加八路军，在第一二九师三八六旅政治部宣传队担任宣传员。1942年，进入太岳军区陆军中学学习，后在太行区军政大学、晋冀鲁豫区军政大学中队担任副指导员，任第二野战军军政大学指导员、国民党军起义部队营军事代表。1950年，调入外交部工作，先分配至中国人民大学专修科外交班学习。1951年起，历任外交部苏联东欧司科员、副科长，驻捷克斯洛伐克大使馆三等秘书、二等秘书，外交部苏联东欧司二科科长，驻南斯拉夫大使馆一等秘书。1969年，下放外交部五七干校劳动。1971年，任驻保加利亚大使馆政务参赞。1972年，任驻希腊大使馆政务参赞、首席馆员。1974年，任外交部干部司副司长，不久又调任外交部美洲大洋洲司副司长。1980年12月，出任中华人民共和国驻斐济大使。1981年12月，兼任中华人民共和国驻基里巴斯大使。1983年2月，兼任中华人民共和国驻瓦努阿图大使。1985年2月，自驻斐济兼驻基里巴斯、瓦努阿图大使离任。